# Microregione di Cascavel (Ceará)
Cascavel è una microregione dello Stato del Ceará in Brasile, appartenente alla mesoregione di Norte Cearense.

## Comuni
Comprende 3 municipi:
- Beberibe
- Cascavel
- Pindoretama